# Seznam dílů seriálu Městečko Twin Peaks
Toto je seznam dílů seriálu Městečko Twin Peaks.

## Přehled řad
| Řada | Díly | Premiéra v USA  | Premiéra v USA  | Premiéra v ČR      | Premiéra v ČR      |
| Řada | Díly | První díl       | Poslední díl    | První díl          | Poslední díl       |
| ---- | ---- | --------------- | --------------- | ------------------ | ------------------ |
| 1    | 8    | 8. dubna 1990   | 23. května 1990 | 26. září 1993      | 12. listopadu 1993 |
| 2    | 22   | 30. září 1990   | 10. června 1991 | 19. listopadu 1993 | 29. dubna 1994     |
| 3    | 18   | 21. května 2017 | 3. září 2017    | 30. září 2017      | 30. září 2017      |

## Seznam dílů

### První řada (1990)
| Č. v seriálu | Č. v řadě | Původní název                                 | Český název                      | Režie               | Scénář                   | Premiéra v USA  | Premiéra v ČR      |
| ------------ | --------- | --------------------------------------------- | -------------------------------- | ------------------- | ------------------------ | --------------- | ------------------ |
| 1            | 1         | Pilot Northwest Passage                       | 1. část                          | David Lynch         | Mark Frost a David Lynch | 8. dubna 1990   | 26. září 1993      |
| 2            | 2         | Episode 1 Traces to Nowhere                   | 2. část Stopy nikam              | Duwayne Dunham      | Mark Frost a David Lynch | 12. dubna 1990  | 1. října 1993      |
| 3            | 3         | Episode 2 Zen, or the Skill to Catch a Killer | 3. část ZEN - umění chytit vraha | David Lynch         | Mark Frost a David Lynch | 19. dubna 1990  | 8. října 1993      |
| 4            | 4         | Episode 3 Rest in Pain                        | 4. část Odpočívej v bolesti      | Tina Rathborne      | Harley Peyton            | 26. dubna 1990  | 15. října 1993     |
| 5            | 5         | Episode 4 The One-Armed Man                   | 5. část Jednoruký muž            | Tim Hunter          | Robert Engels            | 3. května 1990  | 22. října 1993     |
| 6            | 6         | Episode 5 Cooper's Dreams                     | 6. část Cooperovy sny            | Lesli Linka Glatter | Mark Frost               | 10. května 1990 | 29. října 1993     |
| 7            | 7         | Episode 6 Realization Time                    | 7. část Čas poznání              | Caleb Deschanel     | Harley Peyton            | 17. května 1990 | 5. listopadu 1993  |
| 8            | 8         | Episode 7 The Last Evening                    | 8. část Poslední večer           | Mark Frost          | Mark Frost               | 23. května 1990 | 12. listopadu 1993 |

### Druhá řada (1990–1991)
| Č. v seriálu | Č. v řadě | Původní název                          | Český název                          | Režie               | Scénář                                                 | Premiéra v USA     | Premiéra v ČR      |
| ------------ | --------- | -------------------------------------- | ------------------------------------ | ------------------- | ------------------------------------------------------ | ------------------ | ------------------ |
| 9            | 1         | Episode 8 May the Giant Be with You    | 9. část Obr s Tebou                  | David Lynch         | námět: Mark Frost a David Lynch scénář: Mark Frost     | 30. září 1990      | 19. listopadu 1993 |
| 10           | 2         | Episode 9 Coma                         | 10. část Kóma                        | David Lynch         | Harley Peyton                                          | 6. října 1990      | 26. listopadu 1993 |
| 11           | 3         | Episode 10 The Man Behind the Glass    | 11. část Muž za sklem                | Lesli Linka Glatter | Robert Engels                                          | 13. října 1990     | 3. prosince 1993   |
| 12           | 4         | Episode 11 Laura's Secret Diary        | 12. část Lauřin tajný deník          | Todd Holland        | Jerry Stahl, Mark Frost, Harley Peyton a Robert Engels | 20. října 1990     | 10. prosince 1993  |
| 13           | 5         | Episode 12 The Orchid's Curse          | 13. část Kletba orchideje            | Graeme Clifford     | Barry Pullman                                          | 27. října 1990     | 17. prosince 1993  |
| 14           | 6         | Episode 13 Demons                      | 14. část Démoni                      | Lesli Linka Glatter | Harley Peyton & Robert Engels                          | 3. listopadu 1990  | 30. prosince 1993  |
| 15           | 7         | Episode 14 Lonely Souls                | 15. část Osamělé duše                | David Lynch         | Mark Frost                                             | 10. listopadu 1990 | 7. ledna 1994      |
| 16           | 8         | Episode 15 Drive with a Dead Girl      | 16. část Projížďka s mtrvou          | Caleb Deschanel     | Scott Frost                                            | 17. listopadu 1990 | 14. ledna 1994     |
| 17           | 9         | Episode 16 Arbitrary Law               | 17. část Samozvaná spravedlnost      | Tim Hunter          | Mark Frost, Harley Peyton a Robert Engels              | 1. prosince 1990   | 21. ledna 1994     |
| 18           | 10        | Episode 17 Dispute Between Brothers    | 18. část Roztržka mezi bratry        | Tina Rathborne      | Tricia Brock                                           | 8. prosince 1990   | 28. ledna 1994     |
| 19           | 11        | Episode 18 Masked Ball                 | 19. část Maškarní bál                | Duwayne Dunham      | Barry Pullman                                          | 15. prosince 1990  | 4. února 1994      |
| 20           | 12        | Episode 19 The Black Widow             | 20. část Černá vdova                 | Caleb Deschanel     | Harley Peyton a Robert Engels                          | 12. ledna 1991     | 11. února 1994     |
| 21           | 13        | Episode 20 Checkmate                   | 21. část Šach Mat                    | Todd Holland        | Harley Peyton                                          | 19. ledna 1991     | 18. února 1994     |
| 22           | 14        | Episode 21 Double Play                 | 22. část Dvojí hra                   | Uli Edel            | Scott Frost                                            | 2. února 1991      | 4. března 1994     |
| 23           | 15        | Episode 22 Slaves and Masters          | 23. část Otroci a páni               | Diane Keaton        | Harley Peyton a Robert Engels                          | 9. února 1991      | 11. března 1994    |
| 24           | 16        | Episode 23 The Condemned Woman         | 24. část Prokletá                    | Lesli Linka Glatter | Tricia Brock                                           | 16. února 1991     | 18. března 1994    |
| 25           | 17        | Episode 24 Wounds and Scars            | 25. část Rány a jizvy                | James Foley         | Barry Pullman                                          | 28. března 1991    | 25. března 1994    |
| 26           | 18        | Episode 25 On the Wings of Love        | 26. část Na křídlech lásky           | Duwayne Dunham      | Harley Peyton a Robert Engels                          | 4. dubna 1991      | 1. dubna 1994      |
| 27           | 19        | Episode 26 Variations on Relations     | 27. část Variace vztahů              | Jonathan Sanger     | Mark Frost a Harley Peyton                             | 11. dubna 1991     | 8. dubna 1994      |
| 28           | 20        | Episode 27 The Path to the Black Lodge | 28. část Cesta k Černému vigvamu     | Stephen Gyllenhaal  | Harley Peyton & Robert Engels                          | 18. dubna 1991     | 15. dubna 1994     |
| 29           | 21        | Episode 28 Miss Twin Peaks             | 29. část Miss Twin Peaks             | Tim Hunter          | Barry Pullman                                          | 10. června 1991    | 22. dubna 1994     |
| 30           | 22        | Episode 29 Beyond Life and Death       | 30. část Za hranicemi života a smrti | David Lynch         | Mark Frost, Harley Peyton a Robert Engels              | 10. června 1991    | 29. dubna 1994     |

### Třetí řada (2017)
| Č. v seriálu | Č. v řadě | Původní název                                    | Český název | Režie       | Scénář                   | Premiéra v USA    | Premiéra v ČR |
| ------------ | --------- | ------------------------------------------------ | ----------- | ----------- | ------------------------ | ----------------- | ------------- |
| 30           | 1         | Part 1 My Log Has a Message for You              | Část 1.     | David Lynch | Mark Frost a David Lynch | 21. května 2017   | 30. září 2017 |
| 31           | 2         | Part 2 The Stars Turn and a Time Presents Itself | Část 2.     | David Lynch | Mark Frost a David Lynch | 21. května 2017   | 30. září 2017 |
| 32           | 3         | Part 3 Call for Help                             | Část 3.     | David Lynch | Mark Frost a David Lynch | 28. května 2017   | 30. září 2017 |
| 33           | 4         | Part 4 ...Brings Back Some Memories              | Část 4.     | David Lynch | Mark Frost a David Lynch | 28. května 2017   | 30. září 2017 |
| 34           | 5         | Part 5 Case Files                                | Část 5.     | David Lynch | Mark Frost a David Lynch | 4. června 2017    | 30. září 2017 |
| 35           | 6         | Part 6 Don't Die                                 | Část 6.     | David Lynch | Mark Frost a David Lynch | 11. června 2017   | 30. září 2017 |
| 36           | 7         | Part 7 There's a Body All Right                  | Část 7.     | David Lynch | Mark Frost a David Lynch | 18. června 2017   | 30. září 2017 |
| 37           | 8         | Part 8 Gotta Light?                              | Část 8.     | David Lynch | Mark Frost a David Lynch | 25. června 2017   | 30. září 2017 |
| 38           | 9         | Part 9 This Is the Chair                         | Část 9.     | David Lynch | Mark Frost a David Lynch | 9. července 2017  | 30. září 2017 |
| 39           | 10        | Part 10 Laura Is the One                         | Část 10.    | David Lynch | Mark Frost a David Lynch | 16. července 2017 | 30. září 2017 |
| 40           | 11        | Part 11 There's Fire Where You Are Going         | Část 11.    | David Lynch | Mark Frost a David Lynch | 23. července 2017 | 30. září 2017 |
| 41           | 12        | Part 12 Let's Rock                               | Část 12.    | David Lynch | Mark Frost a David Lynch | 30. července 2017 | 30. září 2017 |
| 42           | 13        | Part 13 What Story is That, Charlie?             | Část 13.    | David Lynch | Mark Frost a David Lynch | 6. srpna 2017     | 30. září 2017 |
| 43           | 14        | Part 14 We Are Like the Dreamer                  | Část 14.    | David Lynch | Mark Frost a David Lynch | 13. srpna 2017    | 30. září 2017 |
| 44           | 15        | Part 15 There's Some Fear in Letting Go          | Část 15.    | David Lynch | Mark Frost a David Lynch | 20. srpna 2017    | 30. září 2017 |
| 45           | 16        | Part 16 No Knock, No Doorbell                    | Část 16.    | David Lynch | Mark Frost a David Lynch | 27. srpna 2017    | 30. září 2017 |
| 46           | 17        | Part 17 The Past Dictates the Future             | Část 17.    | David Lynch | Mark Frost a David Lynch | 3. září 2017      | 30. září 2017 |
| 47           | 18        | Part 18 What Is Your Name?                       | Část 18.    | David Lynch | Mark Frost a David Lynch | 3. září 2017      | 30. září 2017 |